# منطقه حفاظت‌شده سرخان‌گل
منطقهٔ حفاظت‌شده‌ٔ سرخان‌گل به وسعت ۱۲۱۴٫۲۴ هکتار و محیط ۱۷٫۱۴ کیلومتر در بندر انزلی واقع است. این منطقه در تاریخ ۲۱ خرداد ۱۳۸۱ مورد حفاظت قرار گرفت. مختصات جغرافیایی این منطقه عبارت از N ً۱۸٫۳ َ۲۷°۴۹ - ً۲۶٫۴ َ۲۴°۴۹ و E ً۲۰٫۱ َ۲۶°۳۷ - ً۴۷٫۴ َ۲۳°۳۷ است. این منطقه از شرق مجاور به منطقه حفاظت شده سیاه کشیم می‌باشد و از غرب به در مجاورت پناهگاه حیات وحش سلکه قرار دارد. دو رودخانه هندخاله و سیاه درویشان به ترتیب درضلع شرقی و غربی جریان دارند.

## پناهگاه حیات وحش سرخانکل
این پناهگاه در محدود تالاب بین‌المللی انزلی قرار دارد و از طرف شمال به کانال ماهروزه و از طرف جنوب به روستاهای هندخاله، سیاه درویشان و از طرف شرق به رودخانه هندخاله و از طرف غرب به رودخانه تازه بکنده محدود می‌شود. حیات وحش پناهگاه سرخانکل شامل پرندگان مهاجر نظیر غاز، قو، طاووسک، کاکایی، یلوه، چنگر و انواع مرغابی هاست. منابع آبزی این منطقه شامل ماهیان بومی و ماهیان مهاجر است. ماهیان بومی عبارتند از: هشترخان، سوف، سیم، شوک (اردک ماهی)، کپور و ماهیان مهاجر شامل سفید کولی، ماهی سفید و سیاهکولی می‌باشد. گونه غالب گیاهی این منطقه نی و لوئی است و سایر پوشش گیاهی منطقه عبارتند از آزولا، نیلوفرهای آبی، لاله تالابی، سه کوله خیز و نیزار می‌باشد. محل رشد گل‌های نیلوفر آبی زیستگاه پرستوی دریایی و محل اصلی تخم‌گذاری و جوجه آوری آنها روی گیاهی به نام «سکوله خیز» است. «سکوله خیز» یک گیاه «شناور آبزی» با طول عمر یک ساله است که دارای ریشه‌های افشان می‌باشد. این ریشه‌ها به منظور ثابت کردن این گیاه در گل و لای بستر تالاب تکامل یافته‌است و ایستایی بی نظیری به کلونی‌های این گیاه می‌دهد به طوری که به واسطه وجود یک میوه منحصر به فرد ریشه‌های هر کدام از پایه‌ها در اندام زیرین فرورفته و حالت ایستایی مطلوبی را برای مجموعه گیاهان ایجاد می‌کند.

## تهدیدها و مخاطرات
بررسی‌های انجام گرفته نشان می‌دهد که این منطقه از آلودگی بیوشیمیایی رنج می‌برد. علاوه بر آن حجم عظیم زباله در این ناحیه قرار دارد. مقادیر سدیم و کلر در آب این منطقه وجود دارد که دلیل آن متاثربودن اکوسیستم این منطقه از دریای خزر می‌باشد. از دیگر عواملی که این اکوسیستم را تهدید می‌کنند عبارتند از زیادشدن میزان رسوبات و کاهش شدید ژرفای آب و پساب‌های کشاورزی و لایروبی غیراصولی است. آمد و شد تعداد بالایی از قایق‌های گردشگری از کنار این کلونی‌های سکوله خیر سبب نابودی و کوچک و نا امن شدن این ناحیه و در نتیجه علاقه نشان ندادن پرستوها جهت تخم‌گذاری در این منطقه گردیده‌است.